# Les Ibères
Pour les articles homonymes, voir Ibères (homonymie).
 (février 2024).
Si vous disposez d'ouvrages ou d'articles de référence ou si vous connaissez des sites web de qualité traitant du thème abordé ici, merci de compléter l'article en donnant les références utiles à sa vérifiabilité et en les liant à la section « Notes et références ».
Les Ibères est une tragédie grecque perdue de Sophocle ou de Sophocle le Jeune.
Elle évoquait vraisemblablement les Ibères du Caucase (l'Ibérie est une contrée voisine de la Colchide) et non ceux de la péninsule Ibérique.